# Pulse (álbum de Toni Braxton)
Pulse é o sexto álbum de estúdio da cantora e compositora norte-americana de R&B Toni Braxton, lançado nos Estados Unidos em 4 de maio de 2010. É o primeiro álbum da cantora em cinco anos, e também sua estreia na gravadora Atlantic Records.
O álbum estreou em 9º lugar na Billboard 200, vendendo 54.000 cópias em sua primeira semana. Tornou-se o quinto álbum de Braxton no top 10, gerou três singles que alcançaram sucesso moderado nas paradas musicais. Após seu lançamento, o Pulse recebeu críticas positivas da maioria dos críticos de música. Até 26 de fevereiro de 2014, Pulse vendeu 156.000 cópias nos Estados Unidos.

## Antecedentes
O álbum estava programado para ser lançado em 2009, mas foi então adiado para 2 de fevereiro de 2010, antes de finalmente ser lançado em 4 de maio de 2010 pela Atlantic Records. Braxton disse ao Rap-Up, que o álbum havia sido adiado, porque todas as dez faixas do álbum vazaram na internet e então ela decidiu voltar ao estúdio para começar a gravar algumas músicas novas.

## Singles
O primeiro single do álbum, "Yesterday" foi lançado digitalmente em 20 de novembro de 2009. A versão que conta com os vocais do cantor Trey Songz foi lançada como single nos Estados Unidos, enquanto a versão apenas com os vocais da Toni, foi lançada internacionalmente. A música fez um sucesso moderado, e chegou ao 12º lugar na parada Hot R&B/Hip-Hop da Billboard. 
O álbum teve mais dois singles; "Hands Tied" e "Make My Heart", o videoclipe de ambos foi dirigido por Bille Woodruff, que trabalhou com Braxton anteriormente nos clips, "Un-Break My Heart" e "He Wasn't Man Enough". O vídeo de "Make My Heart" estreou em 13 de abril, enquanto o clipe de "Hands Tied" foi lançado em 14 de abril de 2010. "Hands Tied" atingiu o 29º lugar da Hot R&B/Hip-Hop.
A faixa "Woman" foi lançada como single promocional, e ganhou um clipe que estreou em 28 de junho de 2010 no Yahoo! Music. O vídeo mostra uma performance ao vivo da música.

## Divulgação
A capa oficial do álbum foi lançada em 9 de março de 2010. A Amazon.com disponibilizou uma música diferente do álbum a cada semana, até o dia do lançamento oficial do álbum.
Braxton apresentou "Make My Heart" no The Ellen DeGeneres Show em 27 de abril de 2010, também performou o single no The Wendy Williams Show e deu uma entrevista ao Good Day L.A. Em 3 de maio de 2010, apresentou "Hands Tied" e "Breathe Again" no The Mo'Nique Show. "Hands Tied" também foi apresentada em 4 de maio de 2010 no The Today Show, junto com o single de maior sucesso de sua carreira, "Un-Break My Heart".

## Faixas
| N.º            | Título                                                            | Compositor(es)                                                                        | Produtor                | Duração |  |
| 1.             | "Yesterday"                                                       | Justin Franks, Jerome Armstrong, Michael White, Terrance Battle, Toni Braxton         | Frank E                 | 3:48    |  |
| 2.             | "Make My Heart"                                                   | Lucas Secon, Makeba Riddick, Joseph Wayne Freeman, Aubreya Gravatt, Theodore Life Jr. | Lucas Secon             | 3:27    |  |
| 3.             | "Hands Tied"                                                      | Harvey Mason Jr., Warren Felder, Heather Bright                                       | Oak                     | 3:53    |  |
| 4.             | "Woman" (Regravação de canção original gravada por Delta Goodrem) | Steve Mac, Wayne Hector                                                               | Steve Mac, David Foster | 3:51    |  |
| 5.             | "If I Have to Wait"                                               | Michael Busbee, Jud Friedman, Allan Rich, Braxton                                     | busbee                  | 3:56    |  |
| 6.             | "Lookin' At Me"                                                   | Secon, Riddick                                                                        | Lucas Secon             | 3:20    |  |
| 7.             | "Wardrobe"                                                        | D'Mile, Taurian Shropshire, Mason                                                     | D'Mile                  | 3:31    |  |
| 8.             | "Hero"                                                            | Mason, Kara DioGuardi, Kasia Livingston, James Fauntleroy II, Steve Russell           | Harvey Mason Jr.        | 4:32    |  |
| 9.             | "No Way"                                                          | Michael Warren                                                                        | Michael Warren          | 3:31    |  |
| 10.            | "Pulse"                                                           | Chuck Harmony, Christopher Jackson                                                    | Chuck Harmony           | 3:47    |  |
| 11.            | "Why Won't You Love Me"                                           | Braxton, Mason                                                                        | Harvey Mason, Jr.       | 4:42    |  |
| Duração total: | Duração total:                                                    | Duração total:                                                                        | Duração total:          | 42:18   |  |

| Faixas Bônus da edição americana |            |                                                                                                 |         |  |
| N.º                              | Título     | Nota                                                                                            | Duração |  |
| 12.                              | "Fan Base" | Uma aplicação desktop standalone, que se conecta à internet e dá acesso a um conteúdo exclusivo |         |  |

| Faixas Bônus da Target Store |             | |         |  |
| N.º                          | Título      | Nota                                                                                               | Duração |  |
| 12.                          | "The Wave"  | Faixa Bônus                                                                                        |         |  |
| 13.                          | "Yesterday" | Faixa Bônus                                                                                        |         |  |
| 14.                          | "Fan Base"  | Uma aplicação de desktop standalone, que se conecta à internet e dá acesso a um conteúdo exclusivo |         |  |
| 15.                          | "DVD"       | Entrevista sobre o álbum & Behind the Scenes                                                       |         |  |

| Faixas Bônus da edição americana deluxe do iTunes |                                                   |             |         |  |
| N.º                                               | Título                                            | Nota        | Duração |  |
| 12.                                               | "Yesterday" (com Trey Songz)                      | Faixa Bônus |         |  |
| 13.                                               | "Stay"                                            | Faixa Bônus |         |  |
| 14.                                               | "Rewind"                                          | Faixa Bônus |         |  |
| 15.                                               | "The Wave"                                        | Faixa Bônus |         |  |
| 16.                                               | "Caught (Don't Take Your Hat Off)" (com Mo'Nique) | Faixa Bônus |         |  |

| Faixas Bônus da edição Japonesa |                              |             |         |  |
| N.º                             | Título                       | Nota        | Duração |  |
| 12.                             | "Yesterday" (com Trey Songz) | Faixa Bônus |         |  |
| 13.                             | "Rewind"                     | Faixa Bônus |         |  |